# Chalifa ibn Ahmad Al Sani
Chalifa ibn Ahmad Al Sani (arab. خليفة بن حمد آل ثاني, ur. 17 września 1932 w Ar-Rajjan, zm. 23 października 2016 w Dosze) – emir Kataru w latach 1972–1995, odsunięty od władzy w wyniku przewrotu pałacowego przez swego syna Hamada.
W latach 1995–2004 przebywał na uchodźstwie we Francji. Zmarł 23 października 2016 roku w Dosze, a po jego śmierci ogłoszono 3-dniową żałobę narodową.